# Змеевка (Рязанская область)
Змеевка — село в Милославском районе Рязанской области (Россия), входит в состав  Чернавского сельского поселения.

## География
Село расположено на берегу речки Круглянка в 12 км на юго-восток от центра поселения села Чернава и в 15 км на запад от районного центра поселка Милославское.

## История
Змеевка, находящаяся направо от большой Скопинской дороги, в качестве деревни, принадлежавшей к приходу с. Никольского, Мышинское тож, упоминается в Ландратской книге 1716 г. Грамота на первоначальное построение в деревне Змеевке церкви выдана была преосвященным Палладием, по просьбе лейб-гвардии прапорщика Ростислава Евграфова Татищева, в 1767 г. В январе 1770 г. иерей Борис Саввин просил епархиальное начальство о дозволении новопостроенную деревянную церковь в честь Архангела Михаила освятить Данковского Покровского монастыря игумену Варсанофию, коим в мае того же года и донесено было консистории об освящении означенной церкви. Со времени построения церкви Змеевка получает название села Архангельского. У новопостроенной церкви в приходе состояло 132 двора, в коих числилось муж. пола 462, жен. пола 468. В 1794 г. как церковь, так и колокольня, и паперти были покрыты новым тесом. В апреле 1823 г. иерей И. Алексеев испрашивал у епархиального начальства дозволение построить новый иконостас вместо ветхого, который полинял так, что изображения икон мало видно, что ему и разрешено. Каменная Архангельская церковь начата постройкою в 1877 г.; в 1880 г. освящен был только придел.
XIX — начале XX века село являлось центром Змиевской волости Данковского уезда Рязанской губернии. В 1906 году в селе было 238 дворов.
С 1929 года село являлось центром Змеевского сельсовета Чернавского района Рязанского округа Московской области, с 1937 года — в составе Рязанской области, с 1958 года — в составе Милославского района, с 2005 года — в составе Чернавского сельского поселения.

## Население
| 1859 | 1897  | 1906  | 2010 |
| ---- | ----- | ----- | ---- |
| 1255 | ↗1350 | ↗1356 | ↘138 |

## Инфраструктура
В селе имеются Змеевская начальная общеобразовательная школа, фельдшерско-акушерский пункт, отделение почтовой связи.

## Достопримечательности
В селе расположена действующая Церковь Михаила Архангела (1880).